# Phloeopsis pubescens
Phloeopsis pubescens là một loài bọ cánh cứng trong họ Cerambycidae.